# Hoofdklasse hockey heren 2024/25
Het seizoen 2024/25 was de 52e editie van de Nederlandse Heren Hoofdklasse Hockey. De reguliere competitie liep van 14 september 2024 tot en met 11 mei 2025, met een winterstop tussen 24 november 2024 en 1 maart 2025. Aansluitend, na de reguliere competitie, volgden de play-offs om het landskampioenschap. 
Het landskampioenschap werd op 29 mei 2025 beslist. In de tweede finalewedstrijd won Amsterdam na shoot-outs van titelhouder Kampong en veroverde daarmee na dertien jaar weer de nationale titel.

## Clubs
| Club              | Plaats/gemeente   | Accommodatie                | Coach                 |
| ----------------- | ----------------- | --------------------------- | --------------------- |
| Amsterdam         | Amstelveen        | Wagener-stadion             | Rick Mathijssen       |
| Bloemendaal       | Bloemendaal       | Sportpark 't Kopje          | Michel van den Heuvel |
| Den Bosch         | 's-Hertogenbosch  | Sportpark Oosterplas        | Nanco Jansonius       |
| HDM               | Den Haag          | Sportcomplex Groenendaal    | Richard Smith         |
| Hurley            | Amsterdam         | Sportpark Amsterdamse Bos   | Enzo Torossi          |
| Kampong           | Utrecht           | Sportpark Maarschalkerweerd | Tim Oudenaller        |
| Klein Zwitserland | Den Haag          | Sportpark Klein Zwitserland | Robert Justus         |
| Nijmegen          | Nijmegen          | Sportpark d'Almarasweg      | Rob Haantjes          |
| Oranje-Rood       | Eindhoven         | Sportpark Aalsterweg        | Omar Schlingemann     |
| Pinoké            | Amstelveen        | Sportpark Amsterdamse Bos   | Jesse Mahieu          |
| Rotterdam         | Rotterdam         | Stadion Hazelaarweg         | Erik van Driel        |
| SCHC              | De Bilt/Bilthoven | Sportpark Kees Boekelaan    | Jeroen Groenheijde    |

## Reguliere competitie

### Stand
| Pos | Team              | Wed | W  | G | V  | Ptn | DV | DT  | +/− | Kwalificatie of degradatie              |
| --- | ----------------- | --- | -- | - | -- | --- | -- | --- | --- | --------------------------------------- |
| 1   | Bloemendaal       | 22  | 17 | 2 | 3  | 53  | 80 | 33  | +47 | Plaatsing play-offs en EHL              |
| 2   | Den Bosch         | 22  | 14 | 5 | 3  | 47  | 67 | 33  | +34 | Plaatsing play-offs                     |
| 3   | Amsterdam         | 22  | 14 | 4 | 4  | 46  | 77 | 39  | +38 | Plaatsing play-offs                     |
| 4   | Kampong           | 22  | 13 | 5 | 4  | 44  | 66 | 36  | +30 | Plaatsing play-offs                     |
| 5   | Rotterdam         | 22  | 11 | 7 | 4  | 40  | 77 | 48  | +29 |                                         |
| 6   | Oranje-Rood       | 22  | 11 | 5 | 6  | 38  | 67 | 57  | +10 |                                         |
| 7   | Pinoké            | 22  | 10 | 2 | 10 | 32  | 64 | 45  | +19 |                                         |
| 8   | Klein Zwitserland | 22  | 7  | 4 | 11 | 25  | 36 | 52  | −16 |                                         |
| 9   | HDM               | 22  | 4  | 4 | 14 | 16  | 41 | 69  | −28 |                                         |
| 10  | SCHC              | 22  | 4  | 4 | 14 | 13  | 37 | 61  | −24 | Plaatsing promotie/degradatie play–offs |
| 11  | Hurley            | 22  | 2  | 3 | 17 | 9   | 23 | 101 | −78 | Plaatsing promotie/degradatie play–offs |
| 12  | Nijmegen          | 22  | 1  | 3 | 18 | 6   | 32 | 93  | −61 | Degradatie naar Promotieklasse          |

1. ↑  SCHC kreeg 3 punten in mindering wegens het opstellen van een niet-speelgerechtigde speler in de wedstrijd 
tegen Kampong op 17 november 2024.[14]

### Uitslagen
| Thuis \ Uit       | AMS | BLO | DB  | HDM | HUR | KAM | KZ  | NIJ | OR  | PIN | ROT  | SCH |
| ----------------- | --- | --- | --- | --- | --- | --- | --- | --- | --- | --- | ---- | --- |
| Amsterdam         | —   | 1–2 | 2–1 | 5–3 | 6–3 | 0–0 | 2–2 | 4–1 | 7–1 | 3–1 | 3–3  | 7–0 |
| Bloemendaal       | 4–1 | —   | 2–1 | 3–0 | 7–0 | 4–4 | 4–0 | 3–0 | 2–1 | 3–2 | 3–2  | 3–4 |
| Den Bosch         | 3–0 | 2–2 | —   | 5–2 | 8–1 | 2–2 | 3–1 | 3–1 | 2–2 | 2–1 | 4–1  | 4–1 |
| HDM               | 1–6 | 2–7 | 1–2 | —   | 1–1 | 0–5 | 2–2 | 3–1 | 2–4 | 2–3 | 2–2  | 2–1 |
| Hurley            | 1–8 | 0–4 | 1–4 | 0–5 | —   | 0–4 | 0–2 | 2–2 | 0–5 | 0–7 | 0–10 | 2–0 |
| Kampong           | 2–4 | 1–3 | 3–1 | 2–0 | 4–2 | —   | 4–1 | 8–0 | 4–1 | 3–2 | 3–3  | 3–1 |
| Klein Zwitserland | 1–3 | 3–2 | 0–3 | 3–1 | 1–1 | 2–2 | —   | 4–0 | 1–0 | 1–2 | 0–4  | 3–0 |
| Nijmegen          | 0–3 | 0–8 | 0–4 | 2–3 | 4–1 | 3–5 | 2–4 | —   | 1–3 | 1–5 | 2–2  | 0–4 |
| Oranje-Rood       | 3–2 | 2–3 | 4–4 | 6–4 | 5–1 | 3–2 | 4–1 | 5–4 | —   | 4–3 | 4–4  | 3–2 |
| Pinoké            | 1–3 | 2–3 | 2–4 | 5–3 | 4–1 | 1–2 | 5–2 | 8–1 | 2–2 | —   | 3–1  | 1–1 |
| Rotterdam         | 3–3 | 4–3 | 3–4 | 1–1 | 8–3 | 2–1 | 5–0 | 8–4 | 4–3 | 1–0 | —    | 4–1 |
| SCHC              | 3–4 | 1–5 | 1–1 | 3–1 | 2–3 | 1–2 | 3–2 | 3–3 | 2–2 | 2–4 | 1–2  | —   |

### Topscorers
| pos | Speler              | Club        | vd | sc | sb | tot. |
| --- | ------------------- | ----------- | -- | -- | -- | ---- |
| 1   | Timo Boers          | Den Bosch   | 0  | 23 | 5  | 28   |
| 2   | Miles Bukkens       | Pinoké      | 11 | 11 | 5  | 27   |
| 2   | Boris Burkhardt     | Amsterdam   | 13 | 11 | 3  | 27   |
| 4   | Jeroen Hertzberger  | Rotterdam   | 11 | 10 | 4  | 25   |
| 5   | Jip Janssen         | Kampong     | 0  | 21 | 3  | 24   |
| 6   | Marc Miralles       | Bloemendaal | 1  | 13 | 5  | 19   |
| 7   | Nathan Ephraums     | Bloemendaal | 17 | 0  | 0  | 17   |
| 7   | Chris Taberima      | HDM         | 0  | 12 | 5  | 17   |
| 9   | Thibeau Stockbroekx | Oranje-Rood | 16 | 0  | 0  | 16   |
| 9   | Joep Troost         | Pinoké      | 6  | 8  | 2  | 16   |

Bron: KNHB

## Play-offs
De play-off wedstrijden begonnen op zaterdag 17 mei 2025.
De play-off-opzet voor het landskampioenschap en de verdeling van de Euro Hockey League tickets was sinds seizoen 2023/2024 als volgt. De nummers 1 + 4 en 2 + 3 van de reguliere competitie spelen eerst een dubbele halve finale: zowel een thuis- als uitwedstrijd. Mocht na de tweede wedstrijd het aantal wedstrijdpunten, doelsaldo en doelpunten vóór van de twee wedstrijden opgeteld gelijk zijn, dan volgt direct na de tweede wedstrijd een shoot-out. De winnaar plaatst zich voor de finale, de verliezer speelt in een troostfinale tegen de verliezer van de andere halve finale om de derde plaats. De nummer een van de reguliere competitie en de finalisten van de play-offs krijgen allen een ticket voor de Euro Hockey League. Mocht de nummer een van de reguliere competitie zich ook plaatsen voor de play-off-finale, dan ontvangt de winnaar van de troostfinale het overgebleven EHL-ticket.

### Landskampioenschap en plaatsing Euro Hockey League
|  | Halve finale | Halve finale | Halve finale    | Halve finale | Halve finale |       |   | Finale  | Finale | Finale | Finale | Finale |
|  |              |              |                 |              |              |       |   |         |        |        |        |        |
|  | #1           | Bloemendaal  | 2               | 1            | 3            |       |   |         |        |        |        |        |
|  | #4           | Kampong      | 5               | 3            | 8            |       |   |         |        |        |        |        |
|  | #4           | Kampong      | 5               | 3            | 8            |       |   | Kampong | 4      | 1 (5)  | 5 (5)  |        |
|  |              |              |                 |              |              |       |   | Kampong | 4      | 1 (5)  | 5 (5)  |        |
|  |              |              | Amsterdam (pso) | 3            | 2 (6)        | 5 (6) |   |         |        |        |        |        |
|  | #2           | Den Bosch    | Amsterdam (pso) | 3            | 2 (6)        | 5 (6) | 2 | 3       | 5      |        |        |        |
|  | #2           | Den Bosch    |                 |              |              |       | 2 | 3       | 5      |        |        |        |
|  | #3           | Amsterdam    | 3               | 3            | 6            |       |   |         |        |        |        |        |

#### Halve finales
Nummer 1 tegen 4
| 17 mei 2025 16:00                     |         |                         | |
| Kampong                               | 5–2     | Bloemendaal             | Sportpark Maarschalkerweerd, Utrecht Scheidsrechters: Michiel Otten Xander Damen Videoscheidsrechter: Paul van den Assum |
| Janssen 11', 14', 24', 33' Gruter 15' | verslag | Warmerdam 21' Beins 38' | Sportpark Maarschalkerweerd, Utrecht Scheidsrechters: Michiel Otten Xander Damen Videoscheidsrechter: Paul van den Assum |

| 18 mei 2025 16:00 |         |                               | |
| Bloemendaal       | 1–3     | Kampong                       | Sportpark 't Kopje, Bloemendaal Scheidsrechters: Jonas van 't Hek Mark Becholz Videoscheidsrechter: Daniël Veerman |
| Miralles 21'      | verslag | Janssen 18', 49' Phijffer 51' | Sportpark 't Kopje, Bloemendaal Scheidsrechters: Jonas van 't Hek Mark Becholz Videoscheidsrechter: Daniël Veerman |

Nummer 2 tegen 3
| 17 mei 2025 18:00                 |         |                       | |
| Amsterdam                         | 3–2     | Den Bosch             | Wagener-stadion, Amstelveen Scheidsrechters: Steven Bakker Bo Verwer Videoscheidsrechter: Daniël Veerman |
| Burkhardt 14' Van Bijnen 16', 58' | verslag | Boers 38' Tukkers 42' | Wagener-stadion, Amstelveen Scheidsrechters: Steven Bakker Bo Verwer Videoscheidsrechter: Daniël Veerman |

| 18 mei 2025 18:00         |         |                        | |
| Den Bosch                 | 3–3     | Amsterdam              | Sportpark Oosterplas, Den Bosch Scheidsrechters: Paul van den Assum Thijs Retra Videoscheidsrechter: Michiel Otten |
| Boers 15', 19' Sorsby 27' | verslag | Burkhardt 4', 29', 32' | Sportpark Oosterplas, Den Bosch Scheidsrechters: Paul van den Assum Thijs Retra Videoscheidsrechter: Michiel Otten |

#### Finale
| 25 mei 2025 16:00                               |         |                                  | |
| Kampong                                         | 4–3     | Amsterdam                        | Sportpark Maarschalkerweerd, Utrecht Scheidsrechters: Thijs Retra Steven Bakker Videoscheidsrechter: Pieter Hembrecht |
| Marree 4' Janssen 35' Gruter 40' Telgenkamp 57' | verslag | Burkhardt 1', 58' Middendorp 33' | Sportpark Maarschalkerweerd, Utrecht Scheidsrechters: Thijs Retra Steven Bakker Videoscheidsrechter: Pieter Hembrecht |

| 29 mei 2025 16:00                                                                                 |         |                                                                                      | |
| Amsterdam                                                                                         | 2–1     | Kampong                                                                              | Wagener-stadion, Amstelveen Scheidsrechters: Jonas van 't Hek Michiel Otten Videoscheidsrechter: Lisette Baljon |
| Burkhardt 32' D. Cassiem 33'                                                                      | verslag | Janssen 4'                                                                           | Wagener-stadion, Amstelveen Scheidsrechters: Jonas van 't Hek Michiel Otten Videoscheidsrechter: Lisette Baljon |
| Shoot-out                                                                                         |         |                                                                                      | Wagener-stadion, Amstelveen Scheidsrechters: Jonas van 't Hek Michiel Otten Videoscheidsrechter: Lisette Baljon |
| Middendorp D. Cassiem M. Cassiem Dommershuijzen Morton Middendorp M. Cassiem (strafbal Burkhardt) | 6–5     | De Geus Pieters De Vilder Sprengers Telgenkamp (strafbal Janssen) Telgenkamp Pieters | Wagener-stadion, Amstelveen Scheidsrechters: Jonas van 't Hek Michiel Otten Videoscheidsrechter: Lisette Baljon |

### Promotie/degradatie
Nummer 10 Hoofdklasse tegen nummer 3 Promotieklasse
| 31 mei 2025 16:00    |         |                         |                                     |
| SCHC                 | 2–2     | Schaerweijde            | Sportpark Kees Boekelaan, Bilthoven |
| Hafkamp 3' Empey 36' | verslag | Stadelmaier 21' Ros 53' | Sportpark Kees Boekelaan, Bilthoven |

| 1 juni 2025 16:00 |         |      |                                |
| Schaerweijde      | 1–0     | SCHC | Sportpark Krakelingsweg, Zeist |
| Stadelmaier 12'   | verslag |      | Sportpark Krakelingsweg, Zeist |

Nummer 11 Hoofdklasse tegen nummer 2 Promotieklasse
| 31 mei 2025 16:00     |         |                                             |                           |
| Hurley                | 2–3     | HC Tilburg                                  | Sportpark Amsterdamse Bos |
| Aerts 53' Voskuil 55' | verslag | Van der Ruijt 17' Haring 19' Bornebroek 27' | Sportpark Amsterdamse Bos |

| 1 juni 2025 16:00 |         |                            |                                 |
| HC Tilburg        | 2–3     | Hurley                     | Sportpark Oude Warande, Tilburg |
| Haring 47', 48'   | verslag | Aerts 41', 47' Voskuil 55' | Sportpark Oude Warande, Tilburg |
| Shoot-out         |         |                            | Sportpark Oude Warande, Tilburg |
|                   | 2–3     |                            | Sportpark Oude Warande, Tilburg |